# Гракліані
Пагорб Гракліані (груз. გრაკლიანი გორა) —  археологічне місце розкопок в східній  Грузії біля Каспі, вказує на людську присутність, можливо, 300 000 років тому.
Місце було відкрите у 2007 році під час роботи з розширення траси Тбілісі-Сенакі-Леселідзе. Дослідження проводяться студентами та викладачами Тбіліського державного університету. У 2015 році на вівтарі храму богині родючості був знайдений напис, який передував тим, що раніше був знайдені у цій місцевості, принаймні, за тисячу років.

## Розташування
Місце включає храм богині родючості VII століття до н. е., поховання піт-типу, кладовище початку бронзової доби та залишки будівлі близько 450—350 до н. е.. Будівля складається з трьох кімнат з трьома складськими приміщеннями.
Місце було заселеним між періодами енеоліту і  кінцем еллінізму.

## Відкриття
Розкопки дозволили виявити артефакти, включаючи дитячі іграшки, зброю, ікони та фармакологічні прилади. Протягом перших двох місяців археологи розкопали понад 35 тисяч предметів з сотень могил і руїн поселень, які відносяться до VIII століття до н. е.
Було знайдено кілька золотих і бронзових дисків VI століття. Ці знахідки свідчать, що в цьому суспільстві була технологія золочення і гравірування.
Серед найбільш значущих артефактів — пристрій друку IV століття до н. е. Це були надзвичайно рідкісні печатки, які використовувалися для штампування судових документів; можливо вони походять з Урука в Месопотамії. Іншою помітною знахідкою є велика і прикрашена ритуальна піч, що є безпрецедентною знахідкою в археології.

### Напис
Раніше невідомий напис був виявлений трохи нижче зруйнованого вівтаря храму богині родючості VII століття до н. е. Ці написи відрізняються від тих, що були знайдені у інших храмах на Гракліані, які показують тварин, людей або декоративні елементи. Напис не нагадує жодного алфавіту, відомого в даний час, хоча його літери здаються схожими з давньогрецькими та арамейськими. Напис, здається, є найстарішим алфавітом, знайденим у всьому Кавказькому регіоні,на тисячу років старший від будь-якого корінного письма, раніше відкритого в регіоні. Для порівняння, найбільш ранні  вірменські і грузинські написи датуються V століттям нашої ери, відразу після навернення відповідних культур до християнства.
За словами Вахтанга Лічелі, керівника Інституту археології Державного університету, "Писання на двох вівтарях храму досить добре збережені. На одному вівтарі декілька літер висічені в глині, а п'єдестал другого вівтаря повністю покритий з написами. Знахідки були зроблені студентами, що працювали безкоштовно. Після того, як з'явилися стипендії, уряд подвоїв бюджет досліджень.

## Значення для Грузії
За словами Лічелі, який очолював археологічну експедицію, колективні висновки підтверджують 3000-річне існування грузинської державності. Міністерство культури Грузії планує перетворити місце у музей просто неба до кінця 2015 року.